# Pycnotheca producta
Pycnotheca producta är en nässeldjursart som först beskrevs av V.S. Bale 1881.  Pycnotheca producta ingår i släktet Pycnotheca och familjen Kirchenpaueriidae. Inga underarter finns listade i Catalogue of Life.